# Кассано-Маньяго
Кассано-Маньяго, Кассано-Маньяґо (італ. Cassano Magnago) — муніципалітет в Італії, у регіоні Ломбардія,  провінція Варезе.
Кассано-Маньяго розташоване на відстані близько 520 км на північний захід від Рима, 37 км на північний захід від Мілана, 15 км на південь від Варезе.
Населення — 21 677 осіб (2014).

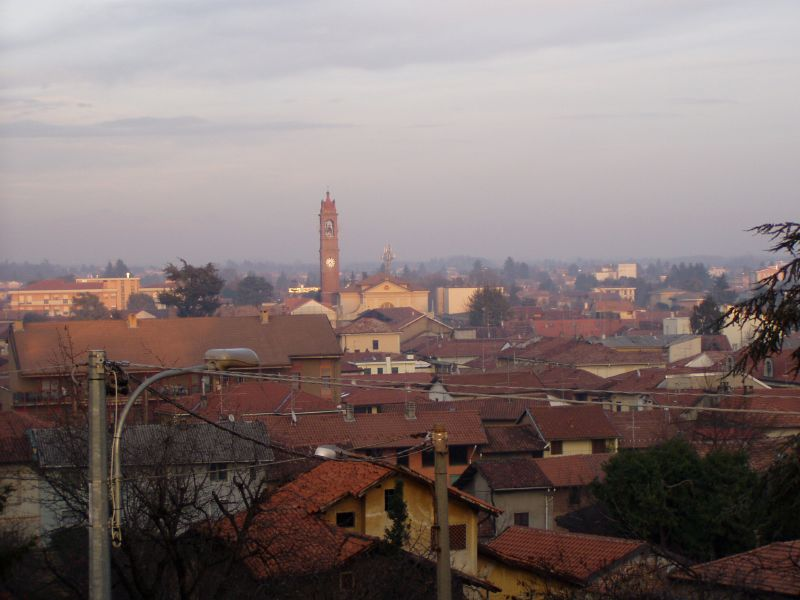

Щорічний фестиваль відбувається 22 вересня. Покровитель — San Maurizio.

## Демографія
Населення за роками:

Станом на 1 січня 2023 року в муніципалітеті офіційно проживало 1355 іноземців з 61 країни, серед них 175 громадян країн Євросоюзу та 82 громадяни України.

## Сусідні муніципалітети
- Бусто-Арсіціо
- Каїрате
- Карнаго
- Каварія-кон-Премеццо
- Фаньяно-Олона
- Галларате
- Оджона-кон-Санто-Стефано